# Kanaalpeil
Het kanaalpeil (KP) is een peil met als referentie het Normaal Amsterdams Peil. Het wordt plaatselijk voor het gemak gebruikt om een slag minder rekenwerk te hoeven doen bij de hoogtebepaling ten opzichte van de waterstand. 
Als van een brug of sluisdrempel de hoogte ten opzichte van het kanaalpeil bekend is, kan daar snel worden uitgerekend wat de doorvaarthoogte of vrije diepgang is. Daarvoor hoeft alleen de op dat moment geldende afwijking (door op- of afwaaien, bemaling enz.) in centimeters bij de hoogte te worden opgeteld of afgetrokken. Bij referentie gelijk aan het NAP zou dan een extra rekenslag gemaakt moeten worden. 
Het kanaalpeil is vaak het boezempeil. 